# Açude Itans
O Açude Itans é um reservatório artificial construído no leito do rio Barra Nova, no município de Caicó com a finalidade primária de abastecer aquela localidade.

## Características técnicas
O Açude Itans se localiza na bacia do rio Piranhas/Açu,onde barra o rio Barra Nova, tendo como construtor e proprietário, o DNOCS - Departamento Nacional de Obras Contra as Secas. Se localiza a 4 km de distância a sudeste da sede do município de Caicó]
Sua bacia ocupa uma área de 1340 hectares, com capacidade para 81.750.000 m3 de água.

### Barragem
A barragem é de terra, por gravidade. A altura máxima acima da fundação é de 23 metros. A cota do coroamento é de 6 m, e o comprimento do coroamento é de 1310,00 m. 

### Bacia
A bacia hidráulica localiza-se numa área de precipitação média anual de 750 mm.  O nível de pleno armazenamento (NPA) é de 193,32 m, e o nível de máxima cheia (NMC) de 122,00 m. A área da bacia ao nível de pleno armazenamento é de 1340 ha. A capacidade total é 81.750.000 m³, mas apresenta como volume morto 4.800.000 m³.

### Sangradouro
A barragem dispõe de um descarregador de cheias tipo "livre de soleira". A cota da crista da soleira do sangradouro é de 31 m, sendo que a respectiva lâmina máxima atinge os 1,30m. O caudal máximo descarregado é de 942,00 m³/s.

## História
Os primeiros estudos para a construção do açude datam de 1907, sendo um projeto do Governo Federal em caráter emergencial, para socorrer o Seridó, região tradicionalmente submetida aos efeitos das condições climáticas adversas e que, na ocasião, sofria uma seca calamitosa.
Inicialmente o projeto do então governador José Augusto, era de se construir um reservatório no município de Jardim do Seridó, porém tal projeto foi rejeitado pelos moradores temendo ficar desempregados devido às águas encobrirem suas terras.
Atendendo a solicitação dos moradores, o governador resolveu transferir o projeto para o município de Caicó, no sítio Itans, terras onde atualmente está instalado o 1º Batalhão de Engenharia de Construção, iniciando-se as obras em 1932. Porém os engenheiros acharam o terreno pedregoso, o que dificultaria as escavações. O ministro paraibano José Américo de Almeida concordou com a mudança no local, porque estava na documentação. O novo local escolhido foi a fazenda Caiçara.
O açude foi construído com terra batida, mas para isso foi indispensável a utilização de jumentos para carregar a terra em caçambas de madeira de fundo falso. Após a substituição do engenheiro Roberto Miller, pelo engenheiro Rener Becker, o DNOCS enviou um trator caterpillar com rolo compressor e lâmina de espalhar a terra, com isso, o trabalho manual de espalhar e socar a terra foram suspensos.
A obra foi concluída no final de 1935 e inaugurada em 2 de fevereiro de 1936.
Com isso, Caicó foi a primeira cidade do interior do Rio Grande do Norte a ganhar um serviço de abastecimento de água, cujo atendimento nunca precisou ser suspenso por falta de capacidade hídrica. Isto pelo menos até o ano de 1999, quando pela primeira vez foi suspenso o abastecimento devido justamente ao baixo nível de água do reservatório, quando chegou a reter somente 3 milhões de metros cúbicos. Nesta situação somente servia à sobrevivência de alguns peixes.

### Etimologia
O vocábulo Itans significa "Grande Concha" na língua Janduí-Tapuia.
Porém o motivo da adoção desse nome é contraditório. Acredita-se que o açude foi batizado com esse nome em virtude de uma espécie de ostra existente no rio, mas também se considera a versão que existiria uma lagoa, nas terras do segundo local onde o açude seria construído, onde na qual os índios se beneficiavam, e a chamavam de Itans, com o mesmo significado: "Grande Concha".

### Abastecimento
A Companhia de Águas e Esgotos do Rio Grande do Norte gerencia e monitora a água distribuída à população da cidade de Caicó. A água é captada por bombas instaladas a jusante da barragem e levadas para uma estação de tratamento. A partir de 1996, a CAERN, captando as águas do Itans, não conseguiu atender toda a população urbana de Caicó e findou temporariamente a captação devido à capacidade hídrica do Itans haver sido gradativamente comprometida. Atualmente o abastecimento de Caicó é feito através da adutora Manoel Torres, onde capta seus recursos hídricos no leito do rio Piranhas, rio este perenizado pelo sistema hídrico Curemas-Mãe D'água.

### Uso das águas

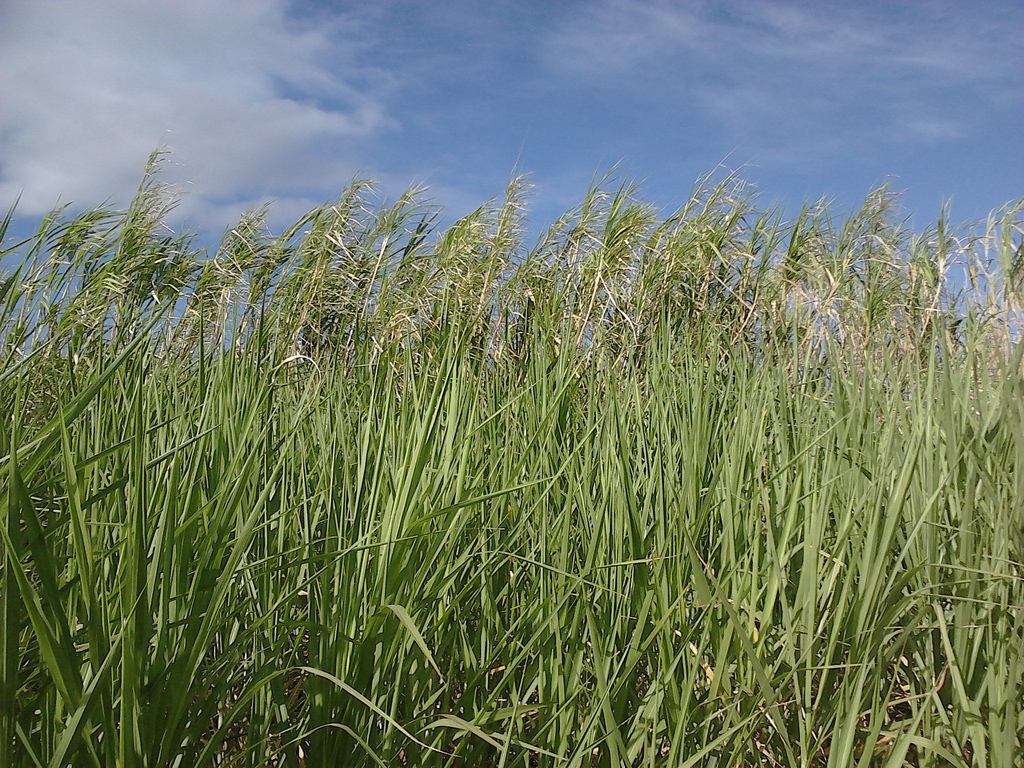
Agricultura Irrigada utilizando as águas do Itans

A água é utilizada para irrigação do perímetro irrigado Itans-Sabugi, com o objetivo da prática da agricultura e pecuária. As águas do açude são utilizadas coletivamente graças à Estação de Piscicultura Estevão de Oliveira, administrada pelo DNOCS e considerada a mais eficiente e a 2.ª maior do Nordeste. A estação produz peixes como curimatã, tilápia, tambaqui, pacu e carpa; produz cerca de 9 milhões de alevinos que são distribuídos para centenas de açudes públicos e privados, garantindo a manutenção dos estoques pesqueiros em águas continentais, particularmente atendendo toda a demanda dos estados do Rio Grande do Norte, Pernambuco e Paraíba. Há ainda o benefício das águas pelas pessoas da cidade com o objetivo do lazer, existem ao longo do açude quatro clubes sociais: o Caicó Iate Clube; O Clube Pelicano, o Clube dos Caminhoneiros e a Associação dos Professores Universitários de Caicó (APUC).